# Voltatge flotant
El voltatge flotant o voltatge de flotació és el voltatge al qual es manté una bateria després d'haver-se carregat completament per mantenir en aquest estat compensant la seva pròpia auto-descàrrega. La tensió es pot mantenir constant durant tota la durada del funcionament de la cel·la (com en una bateria d'automòbil) o es pot mantenir només durant una fase de càrrega determinada pel carregador. La tensió de flotació adequada varia significativament amb la química i la construcció de la bateria i la temperatura ambient.
Amb la tensió adequada per al tipus de bateria i amb una compensació de temperatura adequada, es pot mantenir indefinidament, sense danyar la bateria, una càrrega de goteig, evitant l'auto-descàrrega.
Tanmateix, s'ha d'entendre que el concepte de tensió flotant no s'aplica per igual a tots els tipus de química de bateries. Per exemple, les cèl·lules d'ions de liti s'han de carregar amb molta cura perquè si es carreguen amb una tensió una mica per sobre de l'òptima, que generalment és la tensió de sortida completa de la cèl·lula de liti, el sistema químic dins de la cèl·lula es farà malbé. en certa manera. Algunes variants de les cel·les d'ions de liti són menys tolerants que d'altres, però en general és probable que s'escalfin, que redueixi la vida de la cel·la amb possibles incendis, explosions o altres conseqüències. És important assegurar-se que la cel·la de la bateria implicada es pot carregar de manera segura i que el circuit del carregador entra en estat de càrrega flotant quan s'aconsegueix la càrrega completa.

## Bateries de plom-àcid
Les tensions de flotació mitjanes acceptades per a bateries de plom-àcid a 25 °C es poden trobar a la taula següent:
| Tipus de bateria de plom-àcid | unicel·lular (2 V) | 3 cel·les (6 V) | 6 cel·les (12 V) |
| ----------------------------- | ------------------ | --------------- | ---------------- |
| Bateria de gel                | 2.18               | 6.53            | 13.05            |
| Cel·la de plom-àcid inundada  | 2.23               | 6.7             | 13.4             |
| Mat de vidre absorbent        | 2.27               | 6.8             | 13.6             |

Compensació de temperatura
És necessària una compensació per cel·la d'aproximadament -3,9 mV/°C (−2,17 mV/°F) d'augment de temperatura.
Exemple 1
Una bateria de 12 V (6 cel·les) a 30 °C (86 °F) (Canvi de +5 °C):
(−3.9 mV/°C) × (6 cel·les)) × (Canvi de +5 °C) = −117 mV
13.4 V (voltatge flotant) + (−117 mV) = 13.28 V
Exemple 2
Una bateria de 12 V (6 cel·les) a 20 °C (68 °F) (Canvi de −5 °C):
(−3.9 mV/°C) × (6 cel·les)) × (−5 °C change) = +117 mV
(13.4 V voltatge flotant) + (117 mV) = 13.52 V
No compensar la temperatura escurçarà la durada de la bateria amb una càrrega excessiva o insuficient.